# مايك مككولوك
مايك مككولوك (بالإنجليزية: Mike McCulloch)‏ (26 أبريل 1891 في المملكة المتحدة - 21 أغسطس 1973 بإدنبرة في المملكة المتحدة) هو لاعب كرة قدم بريطاني (وحمل سابقاً جنسية المملكة المتحدة لبريطانيا العظمى وأيرلندا) في مركز الدفاع. لعب مع نادي بورنموث ونادي تشيسترفيلد ونادي فالكيرك وهارت أوف ميدلوثيان ونادي نيلسون.